# Ngữ hệ Nadahup
Ngữ hệ Nadahup, còn gọi là Makú (Macú) hay Vaupés–Japurá, là một ngữ hệ nhỏ, có mặt ở Brasil, Colombia, và Venezuela. Makú là một ngoại danh, bắt nguồn từ tiếng Arawak; nó được coi là có nghĩa xấu. Nadahup là lược danh từ tên các ngôn ngữ con (Nadëb-Dâw-Hupda).

## Ngôn ngữ
Dựa trên yếu tố thông hiểu lẫn nhau hay không, ngữ hệ Nadahup được chia thành bốn nhóm ngôn ngữ. Trong cặp Nadëb–Kuyawi, Hupda-Yahup, Nukak-Kakwa, mỗi ngôn ngữ trong mỗi cặp đều chia sẻ đến 90% khối từ vựng với ngôn ngữ còn lại, và chỉ được tách riêng theo ranh giới ngôn ngữ học xã hội. Bốn nhánh ngôn ngữ con này thực ra không gần gũi với nhau lắm: dù sự tồn tại của hệ đã được đề xuất năm 1906, chỉ 300 từ cùng gốc hiện được ghi nhận.
| từ    | Nadëb         | Hup  | Daw  | Nukak            |
| ----- | ------------- | ---- | ---- | ---------------- |
| bố    | ʔɨb           | ʔip  | ʔiːp | ʔiːp (Kakwa ʔip) |
| trứng | tɨb           | tip  | tɨp  | tip (Kakwa)      |
| nước  | mi            | mĩh  | mĩʔ  | mah (Kakwa)      |
| răng  | təɡᵑ (Kuyawi) | təɡᵑ | təɡ  | —                |
| nhà   | —             | mõj  | mɔ͂j  | mɨ͂               |

Tiếng Nadëb có lẽ là khác biệt nhất. Martins (1999) đề xuất hai phân loại, trước khi có những nghiên cứu kỹ lưỡng hơn:
Martins, phân loại A
|        | Nadëb (còn gọi là Kaburi; gồm cả phương ngữ Kuyawi) |
|        | |
| Vaupés | \| \| Nïkâk (còn viết là Nukak, gồm cả phương ngữ Kakwa) \| \| \| \| \| \| Dâw (còn gọi là Kuri-Dou) \| \| \| \| \| \| Hup (còn gọi là Jupdá; gồm cả phương ngữ Yuhup/Yahup) \| \| \| \| |
|        | \| \| Nïkâk (còn viết là Nukak, gồm cả phương ngữ Kakwa) \| \| \| \| \| \| Dâw (còn gọi là Kuri-Dou) \| \| \| \| \| \| Hup (còn gọi là Jupdá; gồm cả phương ngữ Yuhup/Yahup) \| \| \| \| |
|        | Nïkâk (còn viết là Nukak, gồm cả phương ngữ Kakwa) |
|        | |
|        | Dâw (còn gọi là Kuri-Dou) |
|        | |
|        | Hup (còn gọi là Jupdá; gồm cả phương ngữ Yuhup/Yahup) |
|        | |

|  | Nïkâk (còn viết là Nukak, gồm cả phương ngữ Kakwa)    |
|  |                                                       |
|  | Dâw (còn gọi là Kuri-Dou)                             |
|  |                                                       |
|  | Hup (còn gọi là Jupdá; gồm cả phương ngữ Yuhup/Yahup) |
|  |                                                       |

Martins, phân loại B
|         | Nadëb (+ Kuyawi)                                      |
|         |                                                       |
| Daw–Hup | \| \| Dâw \| \| \| \| \| \| Hup (+ Yuhup) \| \| \| \| |
|         | \| \| Dâw \| \| \| \| \| \| Hup (+ Yuhup) \| \| \| \| |
|         | Nïkâk (+ Kakwa)                                       |
|         |                                                       |
|         | Dâw                                                   |
|         |                                                       |
|         | Hup (+ Yuhup)                                         |
|         |                                                       |

|  | Dâw           |
|  |               |
|  | Hup (+ Yuhup) |
|  |               |

Epps cho rằng Hup và Yahup là hai ngôn ngữ riêng biệt, và tin chắc việc gộp Nukak-Kakwa vào hệ khi chưa đủ thông tin là chưa xác đáng:
Epps
|  | Dâw                                           |
|  |                                               |
|  | \| \| Hup \| \| \| \| \| \| Yuhup \| \| \| \| |
|  |                                               |
|  | Hup                                           |
|  |                                               |
|  | Yuhup                                         |
|  |                                               |

|  | Hup   |
|  |       |
|  | Yuhup |
|  |       |

|  | Dâw                                           |
|  |                                               |
|  | \| \| Hup \| \| \| \| \| \| Yuhup \| \| \| \| |
|  |                                               |
|  | Hup                                           |
|  |                                               |
|  | Yuhup                                         |
|  |                                               |

|  | Hup   |
|  |       |
|  | Yuhup |
|  |       |

## Hình thái
Tiếng Dâw và Hup—nhất là Hup—đã trải qua sự tái cấu trúc ngữ pháp dưới sự ảnh hưởng của tiếng Tucano. Chúng đã mất đi tiền tố nhưng lại dựng lên những hậu tố từ gốc động từ ngữ pháp hóa. Đa phần gốc từ trong hai ngôn ngữ này cũng bị đơn âm tiết hóa (điều tương tự cũng được bắt gặp trong từ mượn tiếng Bồ Đào Nha, ví dụ trong tiếng Dâw yẽl’ "tiền", mượn từ dinheiru tiếng Bồ Đào Nha. Tiếng Nadëb và Nïkâk, trái lại, có nhiều gốc từ đa âm tiết. Tiếng Nïkâk chỉ nhận một tiền tố trên một từ, trong khi tiếng Nadëb cho phép việc chồng tiền tố và hậu tố vào từ.

## Đề xuất quan hệ phái sinh
Rivet (from 1920), Kaufman (1994) và Pozzobon (1997) xếp tiếng Puinave vào hệ Nadahup. Tuy vậy, nhiều học giả cho rằng những "từ cùng gốc" mang vẻ sai lệch.
Henley, Mattéi-Müller và Reid (1996) trình bày bằng chứng cho thấy tiếng Hodï có thể có liên hệ với hệ Nadehup.